# Naglarby
Naglarby est une localité de Suède dans la commune de Säter située dans le comté de Dalécarlie.
Sa population était de 1 580 habitants en 2019.

## Histoire
Avant 1995, la localité constituait sa propre zone urbaine puis, en s'étendant, a fusionné avec celle d'Enbacka. La zone urbaine commune a été nommée Naglarby och Enbacka (Naglarby et Enbacka) en 2015, puis Enbacka och Mora. En 2018, Naglarby est réapparue comme une zone urbaine distincte.